# Lalji Mehrotra
Lalji Mehrotra fue un diplomático indio.
- En 1922 fue secretario del Civil Disobedience Enquiry Committee, del Congreso Nacional Indio.
- De 1932 a 1933 fue secretario general en funcioes del Congreso Nacional Indio.
- De abril de 1940 a mayo de 1941 fue alcalde de Karachi.[1]
- 1939 a 1942 fue presidente de la Karachi Indian Merchants Association founded in 1902.
- 1948 a 1949 fue presidente de la Federation of Indian Chambers of Commerce & Industry.
- 1951 a 1954 fue presidente de la Indian Chambers of Commerce in Great Britain, Londres.
- El 29 de noviembre de 1949 fue designado director de la M/s Bachraj Trading Corporation Private Limited y de la Mukand Iron and Steel Works Ltd.
- Del 26 de julio de 1956  al 03 de noviembre de 1960 fue embajador en Rangún (Birmania).
- Del 03 de noviembre de 1960 al 03 de noviembre de 1960 fue embajador en Tokio (Japón).[2]